# Lenguaje de definición de datos

## SQL
A diferencia de muchos lenguajes de descripción de datos, SQL utiliza una acción de versos imperativo cuyo efecto es modificar el esquema de la base de datos, añadiendo, cambiando o eliminando las declaraciones se pueden mezclar libremente con otras sentencias SQL, por lo que el DDL no es realmente una lengua independiente. La declaración más común es CREATE TABLE.
El lenguaje de consulta SQL, el más difundido entre los gestores de bases de datos, admite las siguientes sentencias de definición: CREATE, DROP y ALTER, cada una de las cuales se puede aplicar a las tablas, vistas, procedimientos almacenados y triggers de la base de datos

### Sentencia CREATE
Create - Sirve para crear una nueva base de datos, tabla, índice, o procedimiento almacenado. Una sentencia CREATE en SQL crea un objeto dentro de un sistema de gestión de bases de datos relacionales (RDBMS). Los tipos de objetos que se pueden crear dependen del RDBMS que esté siendo utilizado, pero la mayoría soportan la creación de tablas, índices, usuarios, sinónimos y bases de datos. Algunos sistemas (como PostgreSQL) permiten CREATE, y otros comandos DDL, en el interior de una transacción y por lo tanto puede ser revertido.
Otras que se incluyen dentro del DDL, pero que su existencia depende de la implementación del estándar SQL que lleve a cabo el gestor de base de datos son GRANT y REVOKE, los cuales sirven para otorgar permisos o quitarlos, ya sea a usuarios específicos o a un rol creado dentro de la base de datos.

#### Sentencia CREATE TABLE
Un comando CREATE muy común es el CREATE TABLE. Su uso típico es:
```
   CREATE TABLE[nombre de la tabla] ( [definiciones de columna] ) [parámetros de la tabla]
```

### Sentencia DROP
Sirve para borrar en forma sencilla distintos objetos dentro del [SGBD] como por ejemplo base de datos, tablas, índices. Su sentencia es:
```
   DROP objeto_a_eliminar;
   DROP TABLE    myTable;
   DROP SEQUENCE mySequence;
   DROP INDEX    myIndex;
```

Para eliminar una tabla de una base de datos tenemos la sentencia DROP TABLE. Con ella quitamos una o varias definiciones de tabla y todos los datos, índices, desencadenadores, restricciones y especificaciones de permisos que tengan esas tablas. 
Las vistas o procedimientos almacenados que hagan referencia a la tabla quitada se deben quitar explícitamente con DROP VIEW o DROP PROCEDURE.
Su sintaxis es:
```
   DROP TABLE [nbBaseDatos.[nbEsquema].|nbEsquema.]nbTabla[ ,...n ] [ ; ]
```

### Sentencia ALTER
La sentencia ALTER TABLE es usada para agregar, borrar o modificar columnas en una tabla existente

## Sintaxis de SQL ALTER TABLE
Para agregar una columna a una tabla, se debe usar la siguiente sintaxis:
```
     ALTER TABLE nombre_tabla
         ADD column_name tipo_datos
```

Para eliminar una columna en una tabla, se debe seguir la siguiente sintaxis (algunas bases de datos no permiten borrar columnas):
```
      ALTER TABLE nombre_tabla
          DROP COLUMN nombre_columna
```